# Ernst Theodor Mohl
Ernst Theodor Mohl (* 31. Juli 1928 in Rafz Kanton Zürich; † 18. Februar 2021 in Seeheim-Jugenheim) war ein deutscher Wirtschafts- und Sozialwissenschaftler und Hochschullehrer.

## Leben
Ernst Theodor Mohl war der Sohn des Kaufmanns Ernst Friedrich Mohl und seiner Ehefrau Berta Mohl geb. Meier. Nach dem Besuch der Schweizer Volks- und Mittelschule meldete er sich 1944 freiwillig zur deutschen Luftwaffe. Nach französischer Kriegsgefangenschaft besuchte er 1946 die Höhere Handelsschule in Lörrach. 1948 erhielt er das Reifezeugnis. Ab Wintersemester 1948/49 studierte er an der Technischen Hochschule Darmstadt und ab 1949 an der Johann Wolfgang Goethe-Universität Frankfurt am Main Volks- und Betriebswirtschaft. Dort wurde er 1953 Diplom-Kaufmann. Von August 1959 bis Dezember 1969 war er wissenschaftlicher Mitarbeiter von Theodor W. Adorno am Institut für Sozialforschung in Frankfurt am Main. Ab Sommersemester 1971 studierte er wieder an der Technischen Hochschule Darmstadt und wurde 1972 als Diplom-Kaufmann dort mit einer Arbeit zur Geschichte der Aktiengesellschaft promoviert. Er lehrte als Professor von 1974 bis zu seiner Emeritierung 1993 am Soziologischen Institut der früheren Universität Hannover (jetzt Leibniz-Universität Hannover) und betreute im Laufe seiner akademischen Karriere mehrere Doktoranden, unter anderem den Sozialpsychologen und Soziologen Harald Welzer.
Mohl galt als marxistischer Sozialwissenschaftler; er stand der Frankfurter Schule nahe. Er lehrte ganz überwiegend zu Fragen der Politischen Ökonomie.
Zu Zeiten der Außerparlamentarische Opposition leitete Mohl in Frankfurt am Main gemeinsam mit Hans-Jürgen Krahl eine-Marx-Schulungsgruppe, die so stark besucht wurde, dass sie aufgeteilt werden musste.
Mohl war verheiratet mit Renate Mohl, geb. Schumacher (* 24. Juni 1948; † 22. Juni 2020).

## Schriften (Auswahl)
- Konzentration, dekonzentriert. Ein Bericht. In: Frankfurter Hefte. Band 15, Heft 11, Frankfurt a. M. 1960, S. 791–798. ISSN 0015-9999.
- Grundlinien der Entwicklung des Aktienkapitals. Ein Beitrag zur Geschichte der Aktiengesellschaft. Technische Hochschule, Darmstadt 1972 (Dissertation).
- Mohl u. a.: Folgen einer Theorie. Essays über „Das Kapital“ von Karl Marx. Suhrkamp, Frankfurt am Main 1967. (= Edition Suhrkamp. 226).
- Joachim Bergmann, Gerhard Brandt, Klaus Köber, Ernst Theodor Mohl, Claus Offe: Herrschaft, Klassenverhältnis und Schichtung. In: Spätkapitalismus oder Industriegesellschaft ? Verhandlungen des 16. Deutschen Soziologentages in Frankfurt am Main 1968. Enke, Stuttgart 1969, S.  67–87.
- Einleitung zu Moses Hess „Gesellschaftsspiegel“. Detlev Auvermann, Glashütten (im Taunus) 1971.
- Ein Kapitel zur Frühgeschichte des Revisionismus. In: Die Zukunft. Socialistische Revue. 1. Jahrgang (1877/78), Berlin 1878 (HathiTrust Digital Library).
- Wilhelm Weitling: Der Urwähler. Organ des Befreiungsbundes. Eine Wochenschrift. Berlin Oktober 1848. Mit einer Einleitung zum Nachdruck von Ernst Theodor Mohl. Detlev Auvermann, Glashütten im Taunus 1972.
- Oskar Negt, Ernst Theodor Mohl: Marx und Engels – der unaufgehobene Widerspruch von Theorie und Praxis. In: Pipers Handbuch der politischen Ideen. Band 4. Piper, München 1986, ISBN 3-492-02954-X. S. 449–513.
- Zur Marx-Forschung in Halle. In: Naturwissenschaften und Produktivkräfte bei Marx und Engels. Marx-Engels-Forschung Heute 3. (IMSF Hrsg.), Frankfurt am Main 1991.
- Karl Marx und Junker Thünen. In: Marx-Engels-Forschung heute., 4.1992., S. 27–32.
- Moses Heß. In: Metzler Philosophen Lexikon. J. B. Metzler, Stuttgart, Weimar 1995, S.  389–391. ISBN 978-3-476-01428-3
- Ein Reisebericht. In: (Hrsg.) Förderung der MEGA-Edition e. V.: Wissenschaftliche Mitteilung. Heft 1. In Memoriam Wolfgang Jahn. Der ganze Marx. Alles Verfasste veröffentlichen, erforschen und den „ungeschriebenen“ Marx rekonstruieren. Kolloquium. Halle, 3. November 2001. Argument, Hamburg 2002, S. 13–32.